# Manuelinska arhitektura
Manuelinska arhitektura (portugalsko estilo manuelino, IPA: [ɨʃˈtilu mɐnweˈlinu]), občasno znan kot portugalska gotska arhitektura, je razkošen, sestavljen portugalski arhitekturni slog, ki izvira iz 16. stoletja, v času portugalske renesanse in dobe odkritij. Manuelinska arhitektura vključuje pomorske elemente in predstavitve odkritij s potovanj Vasca da Game in Pedra Álvaresa Cabrala. Ta inovativni slog sintetizira vidike poznogotske razkošne arhitekture z izvirnimi motivi in vplivi plateresco, mudéjarja, italijanske in flamske arhitekture. Označuje prehod iz pozne gotike v renesanso. Gradnja cerkva in samostanov v manuelinu je bila v veliki meri financirana z dobičkom donosne trgovine z začimbami z Afriko in Indijo.
Slog je veliko let pozneje poimenoval Francisco Adolfo de Varnhagen, vikont Porto Seguro, v svoji knjigi iz leta 1842 Noticia historica e descriptiva do Mosteiro de Belem, com um glossario de varios termos respectivos principalmente a architectura gothica, v svojem opisu samostana Jerónimos. Varnhagen je slog poimenoval po kralju Manuelu I., čigar vladavina (1495–1521) je sovpadala z njegovim razvojem. Na slog so močno vplivali osupljivi uspehi raziskovalnih potovanj portugalskih pomorščakov, od obalnih območij Afrike do odkritja Brazilije in oceanskih poti na Daljni vzhod.
Čeprav obdobje tega sloga ni trajalo dolgo (od 1490 do 1520), je igralo pomembno vlogo v razvoju portugalske umetnosti. Vpliv sloga je preživel kralja. Ob praznovanju nove pomorske moči se je manifestirala v arhitekturi (cerkve, samostani, palače, gradovi) in se razširila v druge umetnosti, kot so kiparstvo, slikarstvo, umetnine iz plemenitih kovin, fajansa in pohištvo.

## Značilnosti
Za ta dekorativni slog je značilna virtuozna kompleksna ornamentika na portalih, oknih, stebrih in arkadah. V svojem končnem obdobju je postala pretirano bujna kot v Tomarju.
V teh zapleteno izklesanih kamnoseških delih se redno pojavlja več elementov:
- elementi, ki se uporabljajo na ladjah: Armilarna sfera (navigacijski instrument in osebni emblem Manuela I. ter tudi simbol kozmosa), krogle, sidra, sidrne verige, vrvi in kabli.
- elementi iz morja, kot so školjke, biseri in nizi morskih alg.
- botanični motivi, kot so lovorjeve veje, hrastovi listi, želod, makove kapsule, koruzni storž in bodika.
- simboli krščanstva, kot je križ Kristusovega reda (nekdanji vitezi templjarji), vojaški red, ki je imel vidno vlogo in je pomagal financirati prva raziskovalna potovanja. Križ tega reda je okrasil jadra portugalskih ladij.
- elementi iz na novo odkritih dežel (kot je krogovičje v kraljevem samostanu Batalha, ki kaže na islamsko filigransko delo, pod vplivom stavb v Indiji)
- stebri, izrezljani kot zvite niti vrvi
- polkrožni loki (namesto gotskih koničastih lokov) vrat in oken, včasih sestavljeni iz treh ali več konveksnih krivin
- več stebrov
- osemstrani kapiteli
- pomanjkanje simetrije
- stožčaste fiale
- prirezani zobci cin
- okrašeni portali z nišami ali nadstreški.

## Primeri
Ko je leta 1521 umrl kralj Manuel I., je financiral 62 gradbenih projektov. Vendar pa je bila večina izvirne manuelinske arhitekture na Portugalskem izgubljena ali poškodovana, tako da je ni bilo mogoče obnoviti, v lizbonskem potresu leta 1755 in kasnejšem cunamiju. V Lizboni sta bili uničeni palača Ribeira, rezidenca kralja Manuela I. in bolnišnica Real de Todos os Santos, skupaj z več cerkvami. Mesto pa ima še vedno izjemne primere sloga v samostanu Jerónimos (ki sta ga v glavnem zasnovala Diogo Boitac in João de Castilho) in v majhni trdnjavi Belém (zasnoval Francisco de Arruda). Oba sta blizu drug drugega v soseski Belém. Portal cerkve Nossa Senhora da Conceição Velha v središču Lizbone je prav tako preživel uničenje.
Zunaj Lizbone sta cerkev in kapitelj samostana Kristusovega reda v Tomarju (ki jo je zasnoval Diogo de Arruda) pomemben manuelinski spomenik. Zlasti veliko okno kapiteljske hiše s svojimi fantastičnimi izklesanimi organskimi oblikami in oblikami zvite vrvi je eden najnenavadnejših dosežkov manuelinskega sloga.
Drugi večji manuelinski spomeniki so arkadni zasloni kraljevega samostana (ki jih je zasnoval Diogo Boitac) in nedokončane kapele (ki jih je zasnoval Mateus Fernandes) v samostanu Batalha in narodni palači v Sintri.
Druge izjemne manuelinske stavbe vključujejo cerkev samostana Jezusa iz Setubala (ena najzgodnejših manuelinskih cerkva, ki jo je zasnoval Diogo Boitac), samostan svetega Križa (Coimbra), glavne cerkve v Golegã, Vila do Conde, Moura, Caminha, Olivença in deli stolnic v Bragi (glavna kapela), Viseu (rebrasti obok ladje) in Guarda (glavni portal, stebri, oboki). Posvetne stavbe v manuelinskem slogu obstajajo v Évori (dom kraljeve palače Évora iz leta 1525, ki so jo zgradili Pedro de Trillo, Diogo de Arruda in Francisco de Arruda) in gradu Évoramonte iz leta 1531), Viana do Castelo, Guimarães in nekaterih drugih mestih.
Slog se je razširil na dekorativno umetnost in se razširil po celotnem portugalskem imperiju, na otoke Azore, Madeiro, enklave v Severni Afriki, Brazilijo, Goo v portugalski Indiji in celo Macau na Kitajskem. Njegov vpliv je očiten v južni Španiji, na Kanarskih otokih, v severni Afriki in nekdanjih španskih kolonijah Peruju in Mehiki.

## Slavni manuelinski umetniki
Arhitekti
- Diogo de Boitaca
- Mateus Fernandes
- Diogo de Arruda
- Francisco de Arruda
- João de Castilho

Slikarji
- Vasco Fernandes
- Jorge Afonso
- Cristóvão de Figueiredo
- Garcia Fernandes
- Gregorio Lopes

## Galerija
- Vrata na Univerzi v Coimbri
- Vratni okvir v cerkvi v Elvasu
- Vratni okvir cerkve v Golegãu
- Kraljeva palača v Évori
- Kraljeva palača v Évori, galerija
- Manuelinska oprema portugalske podeželske hiše iz 16. stoletja
- Manueline vratni okvir v Olivençi, Španija
- Okenski okvir v Pinhelu
- Okenski okvir v Évori
- "Bicefalni vodnjak", ki prikazuje obe glavi kralja Manuela in kraljice ter armilarno sfero, kraljevi emblem
- Okrasni motivi v samostanu Tomar
- Manuelinska cerkev v Goi v Indiji
- Križni hodnik v samostanu Batalha
- Detajl okrasnih motivov v samostanu Batalha
- Samostan Batalha
- Kapela v Belému v Lizboni
- Detajl kapele v Belému
- Grad Alvito z manuelinskimi elementi
- Dvorec Semper Noiva
- Dvorec Henriques de Trastámaras v Alvorju